# Зеленец (деревня, Ленинградская область)
Зеленец — деревня в Усадищенском сельском поселении Волховского района Ленинградской области.

## История
Деревня Большой Зеленец упоминается на карте Санкт-Петербургской губернии А. М. Вильбрехта 1792 года.
На карте Санкт-Петербургской губернии Ф. Ф. Шуберта 1834 года обозначена деревня Большие Зеленцы, состоящая из 23 крестьянских дворов, Малые Зеленцы, состоящая из 28 дворов и между ними харчевня, а к югу от них водяная мельница.

БОЛЬШОЙ ЗЕЛЕНЕЦ — деревня принадлежит Казённому ведомству, число жителей по ревизии: 57 м. п., 66 ж. п.

МАЛЫЙ ЗЕЛЕНЕЦ — деревня принадлежит Казённому ведомству, число жителей по ревизии: 60 м. п., 77 ж. п. (1838 год)

Как деревни Большие Зеленцы из 23 и Малые Зеленцы из 28 дворов они отмечены на карте Ф. Ф. Шуберта 1844 года.

БОЛЬШОЙ ЗЕЛЕНЕЦ — деревня Ведомства государственного имущества, по просёлочной дороге, число дворов — 34, число душ — 72 м. п.

МАЛЫЙ ЗЕЛЕНЕЦ — деревня Ведомства государственного имущества, по просёлочной дороге, число дворов — 39, число душ — 82 м. п. (1856 год)

БОЛЬШОЙ ЗЕЛЕНЕЦ — деревня казённая при реке Елошне, число дворов — 37, число жителей: 76 м. п., 98 ж. п.; Часовня православная. 

МАЛЫЙ ЗЕЛЕНЕЦ — деревня казённая при реке Елошне, число дворов — 29, число жителей: 87 м. п., 109 ж. п.; Часовня православная. (1862 год)

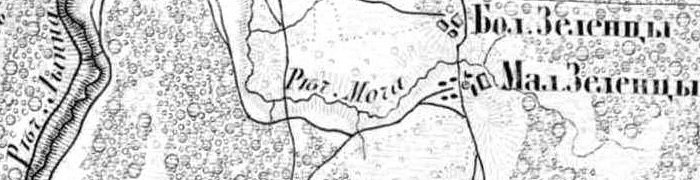
Деревни Зеленцы на карте 1872 года

Сборник Центрального статистического комитета описывал деревню так:

БОЛЬШОЙ ЗЕЛЕНЕЦ (БОЛЬШИЕ ЗЕЛЕНЦЫ) — деревня бывшая государственная при речке Елошне, дворов — 39, жителей — 190; часовня, лавка. (1885 год)

Согласно епархиальным сведениям 1899 года деревни Зеленец Малый и Зеленец Большой относились к приходу Преображенской церкви (ранее Усадище-Спасовской, Михайловского погоста) в селе Заболотье.
В конце XIX — начале XX века деревни административно относились к Усадище-Спассовской (Усадищской) волости 2-го стана Новоладожского уезда Санкт-Петербургской губернии.
По данным «Памятной книжки Санкт-Петербургской губернии» за 1905 год деревни Большой-Зеленец и Малый-Зеленец входили в Зеленское сельское общество.
Согласно военно-топографической карте Петроградской и Новгородской губерний издания 1915 года и карте Петербургской губернии издания 1922 года деревни назывались Большие и Малые Зеленцы'.
С 1917 по 1923 год деревни Большой Зеленец и Малый Зеленец входили в состав Зеленецкого сельсовета Усадище-Спасовской волости Новоладожского уезда.
С 1923 года в составе Верховинского сельсовета Пролетарской волости Волховского уезда.
С 1926 года вновь в составе Зеленецкого сельсовета. Согласно данным переписи населения СССР 1926 года в деревне Зеленец Большой проживали 162 человека — все русские; в деревне Зеленец Малый проживали 209 человек — все русские.
С 1927 года в составе Волховского района.
В 1928 году население деревни составляло 371 человек. С 1928 года в составе Карпинского сельсовета.
Согласно карте Ленинградской области Северо-западного аэрогеодезического треста ГГУ издания 1932 года деревня Большой Зеленец насчитывала 16 крестьянских дворов, деревня Малый Зеленец — 22 двора, в ней находилось почтовое отделение.
По данным 1933 года деревни Большой-Зеленец и Малый-Зеленец входили в состав Карпинского сельсовета Волховского района.
В 1958 году население деревни составляло 71 человек.
С 1960 года в составе Усадищенского сельсовета.
По данным 1966, 1973 и 1990 годов деревня Зеленец также входила в состав Усадищенского сельсовета.
В 1997 году в деревне Зеленец Усадищенской волости проживали 35 человек, в 2002 году — 22 человека (русские — 91 %).
В 2007 году в деревне Зеленец Усадищенского СП — 26 человек.

## География
Деревня расположена в южной части района на автодороге 41К-374 (Подвязье — Кроватыни), к западу от болот Зеленецкие Мхи.
Расстояние до административного центра поселения — 15 км.
Расстояние до ближайшей железнодорожной станции Мыслино — 12 км.
Деревня находится на левом берегу реки Елошня.

## Демография
| 1838 | 1862 | 1885 | 1997 | 2007 | 2010 | 2017 |
| ---- | ---- | ---- | ---- | ---- | ---- | ---- |
| 260  | ↗370 | ↘190 | ↘35  | ↘26  | ↘15  | ↘14  |

### Национальный состав
Согласно данным Всероссийской переписи населения 2021 года в деревне проживали 7 человек, из них:
 русские — 4 человека, остальные национальность не указали.